# CAF Champions League 2003
La CAF Champions League 2003 venne vinta dall'Enyimba.

## Qualificazioni

### Turno Preliminare
| Squadra 1             | Totale | Squadra 2                 | Andata | Ritorno |
| --------------------- | ------ | ------------------------- | ------ | ------- |
| Wallidan FC           | 1-0    | Dragons de l'Ouémé        | 1-0    | 0-0     |
| FC Nouadhibou         | 2-2    | AS Niamey                 | 2-1    | 0-1     |
| Sony Elá Nguema       | 0-1    | AS Douane                 | 0-0    | 0-1     |
| Villa SC              | 4-2    | Muzinga                   | 4-1    | 0-1     |
| Saint George          | 2-3    | Rayon Sport               | 1-3    | 1-0     |
| AS ADEMA              | 1-3    | SS Saint-Louisienne       | 1-0    | 0-3     |
| Red Sea Football Club | 2-2    | Nzoia Sugar (dcr)         | 2-0    | 0-2     |
| Simba SC              | 4-1    | Botswana Defence Force XI | 1-0    | 3-1     |
| La Passe FC           | 1-2    | AS Port-Louis 2000        | 1-0    | 0-2     |

### Primo Turno
| Squadra 1              | Totale | Squadra 2                | Andata | Ritorno |
| ---------------------- | ------ | ------------------------ | ------ | ------- |
| USM Alger              | 3-2    | Wallidan FC              | 2-0    | 1-2     |
| Stade Malien           | 2-2    | AS Police                | 1-0    | 1-2     |
| Canon Yaoundé          | 5-4    | Al-Merrikh               | 5-0    | 0-4     |
| FC Saint Eloi Lupopo   | 3-1    | USM Libreville           | 0-1    | 3-0     |
| ASEC                   | 5-2    | AS Niamey                | 3-0    | 2-2     |
| (dcr) Hassania Agadir  | 0-0    | Al Ittihad Tripoli       | 0-0    | 0-0     |
| Hearts of Oak          | 4-1    | AS Douane                | 1-0    | 3-1     |
| Atlético Sport Aviação | 3-2    | Villa SC                 | 1-2    | 2-0     |
| Jeanne d'Arc           | 2-1    | ASFA Yennega             | 2-0    | 0-1     |
| Enyimba                | 8-2    | Satellite FC             | 3-0    | 5-2     |
| Espérance              | 7-2    | Rayon Sport              | 5-0    | 2-2     |
| Highlanders FC         | 4-2    | SS Saint-Louisienne      | 3-1    | 1-1     |
| Zamalek                | 7-1    | Nzoia Sugar              | 3-0    | 4-1     |
| Santos                 | 0-0    | Simba SC (dcr)           | 0-0    | 0-0     |
| Ismaily                | 1-0    | Zanaco FC                | 1-0    | 0-0     |
| Ferroviário            | 2-2    | AS Port-Louis 2000 (dcr) | 2-0    | 0-2     |

### Secondo Turno
| Squadra 1              | Totale | Squadra 2     | Andata | Ritorno |
| ---------------------- | ------ | ------------- | ------ | ------- |
| Stade Malien           | 1-3    | USM Alger     | 1-1    | 0-2     |
| FC Saint Eloi Lupopo   | 1-3    | Canon Yaoundé | 0-0    | 1-3     |
| Hassania Agadir        | 0-1    | ASEC          | 0-0    | 0-1     |
| Atlético Sport Aviação | 3-2    | Hearts of Oak | 3-0    | 0-2     |
| Enyimba                | 4-0    | Jeanne d'Arc  | 4-0    | 0-0     |
| Highlanders FC         | 1-7    | Espérance     | 1-1    | 0-6     |
| (dcr) Simba SC         | 1-1    | Zamalek       | 1-0    | 0-1     |
| AS Port-Louis 2000     | 0-7    | Ismaily       | 0-1    | 0-6     |

## Fase a Gironi

### Gruppo A
| Squadra     | Pti | G | V | N | P | GF | GS | DR |
| ----------- | --- | - | - | - | - | -- | -- | -- |
| 1. Enyimba  | 12  | 6 | 4 | 0 | 2 | 14 | 11 | 3  |
| 2. Ismaily  | 11  | 6 | 3 | 2 | 1 | 13 | 7  | 6  |
| 3. Simba SC | 7   | 6 | 2 | 1 | 3 | 7  | 10 | -3 |
| 4. ASEC     | 4   | 6 | 1 | 1 | 4 | 6  | 12 | -6 |

| 9 agosto 2003     |     |          |
| ASEC              | 1–1 | Ismaily  |
| 10 agosto 2003    |     |          |
| Enyimba           | 3–0 | Simba SC |
| 22 agosto 2003    |     |          |
| Ismaily           | 6–1 | Enyimba  |
| 24 agosto 2003    |     |          |
| Simba SC          | 1–0 | ASEC     |
| 7 settembre 2003  |     |          |
| Enyimba           | 3–1 | ASEC     |
| Simba SC          | 0–0 | Ismaily  |
| 19 settembre 2003 |     |          |
| Ismaily           | 2–1 | Simba SC |
| 21 settembre 2003 |     |          |
| ASEC              | 0–2 | Enyimba  |
| 3 ottobre 2003    |     |          |
| Ismaily           | 2–0 | ASEC     |
| 5 ottobre 2003    |     |          |
| Simba SC          | 2–1 | Enyimba  |
| 19 ottobre 2003   |     |          |
| ASEC              | 4–3 | Simba SC |
| Enyimba           | 4–2 | Ismaily  |

### Gruppo B
| Squadra                   | Pti | G | V | N | P | GF | GS | DR |
| ------------------------- | --- | - | - | - | - | -- | -- | -- |
| 1. Espérance              | 14  | 6 | 4 | 2 | 0 | 7  | 2  | 5  |
| 2. USM Alger              | 9   | 6 | 3 | 0 | 3 | 7  | 4  | 3  |
| 3. Canon Yaoundé          | 7   | 6 | 2 | 1 | 3 | 6  | 10 | -4 |
| 4. Atlético Sport Aviação | 4   | 6 | 1 | 1 | 4 | 3  | 7  | -4 |

| 9 agosto 2003     |     |               |
| AS Aviação        | 1–0 | USM Alger     |
| Espérance         | 2–1 | Canon Yaoundé |
| 22 agosto 2003    |     |               |
| USM Alger         | 0–1 | Espérance     |
| 24 agosto 2003    |     |               |
| Canon Yaoundé     | 2–1 | AS Aviação    |
| 5 settembre 2003  |     |               |
| USM Alger         | 3–0 | Canon Yaoundé |
| 6 settembre 2003  |     |               |
| AS Aviação        | 0–0 | Espérance     |
| 20 settembre 2003 |     |               |
| Espérance         | 1–0 | AS Aviação    |
| 21 settembre 2003 |     |               |
| Canon Yaoundé     | 0–2 | USM Alger     |
| 3 ottobre 2003    |     |               |
| USM Alger         | 2–0 | AS Aviação    |
| 5 ottobre 2003    |     |               |
| Canon Yaoundé     | 1–1 | Espérance     |
| 18 ottobre 2003   |     |               |
| Espérance         | 2–0 | USM Alger     |
| AS Aviação        | 1–2 | Canon Yaoundé |

## Semifinali
| Squadra 1 | Totale | Squadra 2 | Andata | Ritorno |
| --------- | ------ | --------- | ------ | ------- |
| Ismaily   | 6-2    | Espérance | 3-1    | 3-1     |
| USM Alger | 2-3    | Enyimba   | 1-1    | 1-2     |

### Finale
| Squadra 1 | Totale | Squadra 2 | Andata | Ritorno |
| --------- | ------ | --------- | ------ | ------- |
| Enyimba   | 2-1    | Ismaily   | 2-0    | 0-1     |

| CAF Champions League Campioni 2003 |
| ---------------------------------- |
| Enyimba Primo Titolo               |